# Johannes Polliander
Johannes Polliander, född 1487 och död omkring 1540, var en evangelisk präst i Königsberg, där han avled. Hans psalmtexter finns översatta till svenska. Psalmförfattare representerad i danska Psalmebog for Kirke og Hjem.

## Psalmer
- Min själ ska lova Herran publicerad i 1695 års psalmbok, 1819 års psalmbok och 1937 års psalmbok.